# Ashlynn Yennie
Ashlynn Yennie (Riverton, 15 maggio 1985) è un'attrice, regista, sceneggiatrice e produttrice cinematografica statunitense.
È nota per aver interpretato il ruolo di Jenny nel film horror olandese del 2009 The Human Centipede (First Sequence) e per aver interpretato il ruolo di Ashley nella miniserie statunitense Submission.

## Biografia
Ashlynn Yennie, nata a Riverton nel Wyoming, ha iniziato a studiare danza classica sin dall'infanzia, recitando nelle recite scolastiche. La maestra di danza ha invitato Yennie a candidarsi per un'agenzia di Denver, Colorado, che aveva scoperto Keri Russell e Jessica Biel, venendo presa nella selezione. Yennie iniziò a studiare recitazione e ad apparire in alcuni spot pubblicitari. Successivamente all'età di diciotto anni in un viaggio a Los Angeles per cercare un manager, incontra la presidente del Conservatorio di New York per le arti drammatiche, la quale la invita a iscriversi per seguire i corsi formativi proposti. A 19 anni Yennie si trasferisce a New York, laureandosi in recitazione e arti drammatiche nel 2008.
Il primo ruolo cinematografico di Yennie è stato quello di Jenny nel film horror olandese del 2009, The Human Centipede (First Sequence), diretto da Tom Six. Grazie al successo ottenuto, l'anno successivo recita nel film American Maniacs e approda in televisione nel film Evan and Gareth Are Trying to Get Laid. Nel 2011 torna a recitare sotto la direzione di Six per il sequel The Human Centipede 2 (Full Sequence). Nel 2013 Yennie viene scelta per interpretare Brandy, co-protagonista del film Fractured. Nel 2014 recita nei film The Divorce Party, The Scribbler, e interpreta Jane nella serie televisiva Undateable. Nel 2015 viene scelta nel cast del film L.A. Slasher.
Nel 2016 Yennie viene scelta per interpretare Ashley, una delle protagoniste della miniserie Submission, e viene scritturata nel cast del film Fear, Inc.. Nel 2017 recita nel ruolo di co-protagonista nel film The Ghost and The Whale. Nello stesso anno viene ingaggiata per la serie di film thriller The Wrong per la rete televisiva Lifetime, recitando in L'ossessione di Jamie (The Wrong Neighbor), e Mai fidarsi di mia madre (The Wrong Mommy). Nel 2020 torna sul grande schermo in Faith Based, e interpreta la co-protagonista Cassandra nel film televisivo Una cheerleader quasi perfetta (Killer Cheerleader).  Nel 2021 Yennie viene scritturata in numerosi film televisivi per Lifetime, tra cui Burning Lies, e  Deadly Due Date.

## Filmografia

### Film
- The Human Centipede (First Sequence), regia di Tom Six (2009)
- American Maniacs, regia di C.M. Downs (2010)
- The Human Centipede 2 (Full Sequence), regia di Tom Six (2011)
- Fractured, regia di Adam Gierasch (2013)
- The Divorce Party, regia di Edy Soto (2014)
- The Scribbler, regia di John Suits (2014)
- L.A. Slasher, regia di Martin Owen (2015)
- Fear, Inc., regia di Vincent Masciale (2016)
- The Ghost and The Whale, regia di Anthony Gaudioso (2017)
- Faith Based, regia di Vincent Masciale (2020)
- Variant, regia di  Tony Leech (2020)
- Antidote, regia di Peter Daskaloff (2021)

### Televisione
- Evan and Gareth Are Trying to Get Laid – film TV (2009)
- Chiller 13: The Decade's Scariest Movie Moments – documentario TV (2010)
- Cinétsû! – serie TV, episodio 2x10 (2010)
- 20Q with Drew – programma TV, episodio 1x02, concorrente (2011)
- Undateable – serie TV, episodio 1x01 (2014)
- NCIS – serie TV, episodio 13x11 (2015)
- Submission – miniserie TV, 6 episodi (2016)
- L'ossessione di Jamie (The Wrong Neighbor) – film TV (2017)
- Intenzioni nascoste (Hidden Intentions) – film TV (2018)
- Mai fidarsi di mia madre (The Wrong Mommy) – film TV (2018)
- Una cheerleader quasi perfetta (Killer Cheerleader) – film TV (2020)
- Scottanti bugie (Burning Lies) – film TV (2021)
- La casa del cuore (Heart of the Manor) – film TV (2021)
- Deadly Due Date – film TV (2021)
- Bound by Blackmail – film TV (2022)

## Produttrice e sceneggiatrice
- Last Night – cortometraggio, sceneggiatrice, produttrice e regista (2014)
- No Witnesses – cortometraggio, sceneggiatrice, produttrice e regista (2014)
- Antidote – film, produttrice esecutiva (2021)